# Lista de membros da Royal Society eleitos em 1939
Esta página lista Membros da Royal Society eleitos em 1939.

## Fellows
- Gilbert Smithson Adair
- Christopher Andrewes
- Max Born
- Albert James Bradley
- Sir David Brunt
- Francis Albert Eley Crew
- Frederick Wallace Edwards
- Sir Melvill Jones
- George William Clarkson Kaye
- Edward George Tandy Liddell
- Ernest John Maskell
- Sir Irvine Masson
- Charles Edward Kenneth Mees
- Max Newman
- Herbert Harold Read
- Sir George Stapledon
- Hubert Maitland Turnbull
- Eustace Ebenezer Turner
- Sir Vincent Wigglesworth
- Evan James Williams

## Foreign Members
- Walter Bradford Cannon
- Herbert Freundlich
- George de Hevesy

## Estatuto 12
- William Morris, 1st Viscount Nuffield
- John Davison Rockefeller